# Giovanni III Ventimiglia
Giovanni Ventimiglia, principe di Castelbuono (Castelbuono, 23 luglio 1559 – Castelbuono, 12 giugno 1619), è stato un nobile, politico e militare italiano, al servizio del Regno di Sicilia.

## Biografia

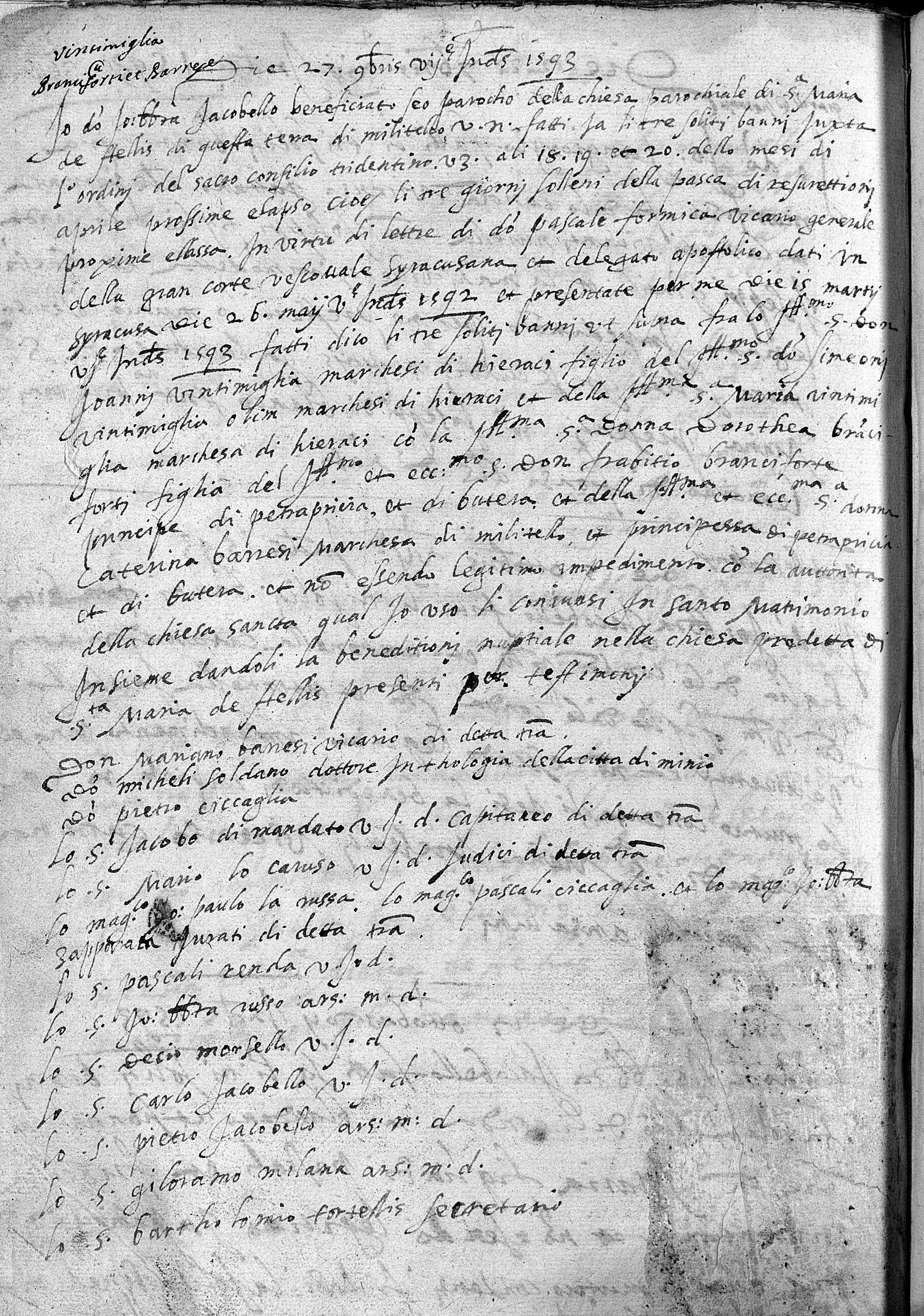
Atto del matrimonio tra Giovanni III Ventimiglia Sabia e Dorotea Branciforte e Barresi (1593)

Nacque a Castelbuono, dominio feudale dei Ventimiglia nel Val Demone dove dimorarono stabilmente, il 23 luglio 1559 da Simone, VII marchese di Geraci, e da Maria Antonia Ventimiglia Alliata dei baroni di Ciminna e Sperlinga. Dopo l'improvvisa morte del padre, avvenuta nel 1560, succedette a questi nel possesso dei titoli e dei feudi, ma essendo ancora bambino, la loro amministrazione fu assunta e la sua tutela furono assunti dalla madre e dallo zio Carlo Ventimiglia Moncada, barone di Regiovanni. Dal 1570, la Regia Corte Pretoriana di Palermo rimosse la madre e lo zio dalla sua tutela, e nominò al loro posto Carlo d'Aragona Tagliavia, conte di Castelvetrano e suo figlio Giovanni.
Avendo il Marchese Simone lasciato una situazione finanziaria disastrosa, gli amministratori del suo patrimonio furono costretti a vendere o mettere in pegno numerosi feudi. Il 14 febbraio 1574, all'età di quindici anni, sposò a Palermo la nobildonna Anna d'Aragona Tagliavia Ventimiglia, figlia del suo tutore, che pur avendogli portato un'ingente dote, non poté risolvere interamente i suoi problemi finanziari, che anzi col tempo si aggravarono. Il matrimonio con la figlia del Principe di Castelvetrano ebbe breve durata, poiché ella morì nel 1581, e pare abbiano avuto pure un figlio, Simone, morto infante, che però molte fonti indicano come figlio naturale del solo Ventimiglia. Si risposerà dieci anni più tardi con Dorotea Branciforte Barrese, figlia di Fabrizio, principe di Butera, da cui non ebbe figli.
Nel 1583, alla morte dello zio Carlo Ventimiglia, come parente più stretto fu nominato curatore del figlio primogenito, diciassettenne, e tutore degli altri nove figli di età compresa tra 1 e 13 anni. Il Marchese di Geraci occupò le cariche di deputato del Regno di Sicilia (1576, 1579, 1585), di Stratigoto di Messina (1587-1589; 1591-1593), e di presidente e capitano generale del Regno di Sicilia (1595-1598; 1606). Nel 1591 il Viceré di Sicilia lo nominò capitano d'armi nel Val Demone e nel Val di Noto, e nel 1594 difese Messina dall'assalto dell'armata ottomana guidata da Sinan Pascià e Scipione Cicala. Sempre a Messina, si fece promotore - forse a seguito dell'esperienza maturata nella lotta contro i Turchi - della rifondazione di un ordine militare, l'Ordine dei cavalieri della Stella, avvenuta nel 1595, ma l'ordine è documentato almeno dal 1542.
Il 3 febbraio 1595, con privilegio datogli dal re Filippo II di Spagna, ebbe concesso il titolo di I principe di Castelbuono, esecutoriato il 22 maggio dell'anno medesimo, per le benemerenze dei suoi avi - così recitava l'atto di investitura - e per i suoi propri meriti acquisiti già in giovane età (cum esset adhuc iuvenis) come stratigoto di Messina e come vicario per i tre Valli.
Dal 1611 al 1615, la carica di Viceré di Sicilia era occupata da Pedro Téllez-Girón, III duca di Osuna, il quale aveva imposto di osservare il divieto sovrano di cumulo delle procure, per evitare che, attraverso le deleghe a farsi rappresentare, si concentrasse nelle mani di pochi potenti esponenti dell'aristocrazia terriera il potere decisionale dei Parlamenti e della Deputazione del Regno, organo che provvedeva alla ripartizione e alla riscossione dei donativi e ne gestiva direttamente alcuni. La decisione del Duca di Osuna destò il malcontento dell'aristocrazia siciliana, di cui il Ventimiglia si fece portavoce: cercò di dimostrare che il concentrarsi delle procure non era un fattore negativo, e di convincere di ciò il Re di Spagna attraverso un lungo memoriale inviatogli nel 1615, ma il tentativo fu vanificato dall'approvazione da parte del medesimo dell'operato del suo Viceré in Sicilia.
Mecenate e appassionato di letteratura e di belle arti, Giovanni Ventimiglia fu amico del poeta Torquato Tasso che conobbe nel 1589 attraverso il religioso Nicolò degli Oddi. La loro non fu una conoscenza diretta, e si trattava di uno scambio epistolare, e il Ventimiglia più volte inviò al Tasso aiuti in denaro, sperando che nella Gerusalemme conquistata il poeta celebrasse la discendenza dai Normanni della sua famiglia. Il Tasso, grato, manifestò anzi il proposito di dedicare all'argomento un intero poema, De Tancredi normando, che non avrebbe mai scritto. La notizia è riferita anche dal letterato Paolo Beni che nel 1607 dedicava al Ventimiglia sua Comparazione d'Omero Virgilio e Torquato.
Colpito da malaria, morì a Castelbuono il 12 giugno 1619.  Non lasciò eredi maschi legittimi, ma ebbe solo due figlie naturali, Anna (1588-1659), monaca nel monastero palermitano di San Francesco d’Assisi delle Stimmate dal 1604, e Beatrice (1592-1656), moglie di Girolamo II del Carretto, conte di Racalmuto, avute da due donne diverse. Per questo motivo, prima di morire nominò erede universale il cugino Giuseppe Ventimiglia (?-1620), che gli succedette nei titoli.